# Rádóckölked
Rádóckölked is een plaats (község) en gemeente in het Hongaarse comitaat Vas. Rádóckölked telt 278 inwoners (2001).